# ASSI Giglio Rosso
La ASSI Giglio Rosso è una storica società sportiva di Firenze con sede in viale Michelangiolo 64.

## Storia

### Le origini
La Arno Società Sportiva Italiana (ASSI) fu fondata a Firenze nel 1922 da un gruppo di calciatori che avevano costruito un campo di gioco in viale Michelangiolo (tuttora sede della società). Alla fine dell'anno gli associati erano più di duecento ed erano state create le sezioni di podismo, ciclismo, lotta, pugilato, tamburello, scherma ed escursionismo. Sempre nel 1922 il Comune di Firenze, proprietario dell'area sulla quale era stato costruito il campo sportivo, concesse in uso il terreno. Negli anni successivi si aggiunsero le sezioni di atletica leggera, motociclismo e pallavolo.

### I primi anni
Nel 1927 il marchese Luigi Ridolfi, figura di punta della scena politica, culturale e sportiva fiorentina nella prima metà del secolo scorso (fondò l'Associazione Calcio Fiorentina e il Maggio Musicale Fiorentino), dette vita alla Società Atletica Giglio Rosso, riunendo alcune associazioni sportive. 
Tra il 1929 e il 1932 Ridolfi promosse una completa ristrutturazione dell'impianto di viale Michelangiolo, con la costruzione della pista di atletica, di campi da tennis e pallavolo e di una pista di pattinaggio. Negli anni venti e trenta la Giglio Rosso ottenne numerosi successi: vinse per cinque volte lo scudetto del campionato di società e decine di titoli italiani individuali. 
Tra i suoi atleti di quel periodo sono da ricordare Danilo Innocenti, dieci volte campione italiano assoluto di salto con l'asta (1927-1937), e Arturo Maffei, otto volte campione italiano di salto in lungo. Molti suoi atleti, incluso Maffei, parteciparono ai Giochi olimpici di Los Angeles 1932 e Berlino 1936.
Anche l'astronoma Margherita Hack frequentò la pista di atletica della ASSI negli anni del liceo e dell'università.

### Dal secondo dopoguerra a oggi
Dopo l'interruzione dovuta alla seconda guerra mondiale, la ASSI riprese le sue attività. In particolare subì un forte impulso la sezione di atletica.
Dagli anni cinquanta a oggi l'impianto è stato sottoposto a vari interventi, fino ai lavori di radicale ristrutturazione conclusi nel 2011, i cui principali risultati sono stati la costruzione dell'edificio che ospita la palestra e la sede della società e la realizzazione della club house, oltre al risanamento e al recupero di vaste aree esterne.
Nel 1974 la ASSI Giglio Rosso è stata insignita della Stella d'Oro del CONI al merito sportivo.
Attualmente le attività della ASSI si concentrano su atletica e tennis, con particolare impegno nella preparazione atletica di alto livello nei settori assoluto e giovanile, nelle scuole di sport per bambini e ragazzi e nelle attività di fitness per adulti. Tra gli atleti attualmente di maggior spicco si citano l'astista Claudio Stecchi e il velocista Lapo Bianciardi, medaglia d'argento ai campionati italiani juniores 2017.

## Palmarès
Club
- 5 Campionati italiani di società di atletica leggera (1931, 1932, 1933, 1934, 1936)

## Statuto
Lo statuto approvato dai soci fondatori, tuttora in vigore, pone in risalto, tra i suoi scopi, la promozione della pratica sportiva come contributo al miglioramento della qualità della vita di tutti i cittadini: un obiettivo di grande attualità, coerente con le linee guida dell'Organizzazione mondiale della sanità e le "Global Recommendations on Physical Activity for Health" pubblicate nel 2010, che sottolineano l'importanza dello svolgimento di un'attività fisica costante per mantenere uno stato di salute ottimale e raggiungere il benessere personale.

## Centro Studi e Documentazione
Il Centro Studi e Documentazione ASSI Giglio Rosso, istituito nel 1971, è dotato di una vasta biblioteca specializzata e di un ricco archivio fotografico. Dal 1974 al 1981 il Centro Studi ha pubblicato una rivista dedicata all'atletica leggera. Grazie a un accordo con l'Amministrazione Comunale di Firenze, la biblioteca verrà trasferita nel 2020 come fondo autonomo presso la Biblioteca Comunale di Villa Bandini, dove sarà disponibile alla consultazione.